# Wessel Freytag von Loringhoven
Wessel Freytag von Loringhoven, född 10 november 1899 i Kurland, död 26 juli 1944 i Preussen, var en tysk friherre och överste som införskaffade sprängämnena till 20 juli-attentatet mot Adolf Hitler. Han begick självmord, innan Gestapo hann gripa honom.
1. ↑  Deutsche Biographie, Bayerische Staatsbibliothek och Historische Kommission bei der Bayerischen Akademie der Wissenschaften, Deutsche Biographie-ID: 1024679128, läst: 12 juni 2024.[källa från Wikidata]